# Џенива (Минесота)
Џенива (енгл. Geneva) град је у америчкој савезној држави Минесота.

## Демографија
По попису из 2010. године број становника је 555, што је 106 (23,6%) становника више него 2000. године.
| Група             | 2000.       | 2010.       |
| Белци             | 445 (99,1%) | 543 (97,8%) |
| Афроамериканци    | 0 (0,0%)    | 0 (0,0%)    |
| Азијати           | 1 (0,2%)    | 1 (0,2%)    |
| Хиспаноамериканци | 2 (0,4%)    | 6 (1,1%)    |
| Укупно            | 449         | 555         |